# Somerton (Norfolk)
Somerton – civil parish w Anglii, w hrabstwie Norfolk, w dystrykcie Great Yarmouth. Leży 27 km na wschód od Norwich i 182 km na północny wschód od Londynu. Miejscowość liczy 257 mieszkańców. W granicach civil parish leżą także East i West Somerton. Somerton jest wspomniana w Domesday Book (1086) jako Somertuna.